# Tinticite
La tinticite è un minerale.